# Roma. L'antica chiave dei sensi
Roma. L'antica chiave dei sensi è un film del 1984 diretto da Lorenzo Onorati.

## Trama
Il giovane e sadico Caligola si innamora di una sua schiava, che fa da ballerina esotica alla corte. Tuttavia, sta segretamente lavorando per suo cugino che ha intenzione di rovesciarlo.